# Henry Saint-John Bolingbroke
Henry Saint-John Bolingbroke, I visconte di Battersea nel Surrey (Battersea o Lydiard Tregoze, 16 settembre 1678 – Battersea, 12 dicembre 1751), è stato un politico e filosofo inglese.

## Biografia

### La giovinezza
Secondo alcune fonti Henry Saint-John Bolingbroke  nacque non a Battersea ma a Lydiard Tregoze (Wiltshire)  da Henry Saint-John senior e da Mary Rich, che morì dopo due settimane dal parto.
Poche notizie sono giunte sulla sua formazione culturale, che sembra sia avvenuta all'Eton College.
Per alcuni anni soggiornò presso i nonni paterni a Battersea e successivamente si trasferì a Londra con la matrigna Angelica Magdalena Warton, di origini franco-svizzere e di religione ugonotta.
Cresciuto durante il regno di Giacomo II (1685) e gli avvenimenti incruenti della "gloriosa rivoluzione" del 1688 che insediò sul trono d'Inghilterra il protestante Guglielmo d'Orange e Maria II Stuart, giunto all'età di vent'anni Bolingbroke compì numerosi viaggi in Svizzera, Italia e Francia dove poté acquisire una approfondita conoscenza della lingua francese.
Fu noto tra i membri della jeunesse dorée del suo tempo per le sue dissipatezze e stravaganze giovanili: Oliver Goldsmith racconta che era stato visto «correre nudo per il parco in uno stato di intossicazione» e Jonathan Swift, suo stravagante e intimo amico, riferisce come Bolingbroke gli confidò di volere essere l'Alcibiade e il Petronio Arbitro del suo tempo secondo un ideale di una vita impegnata politicamente ma condotta fuori delle regole della morale codina.

### La carriera politica
Il matrimonio nel 1701 con Frances, un'ereditiera, figlia di Sir Henry Winchcombe di Bucklebury, non portò cambiamenti al suo stile di vita libertino tanto che vi fu una precoce separazione di entrambi i coniugi.
Dal 1701 Bolingbroke cominciò a dedicarsi alla vita politica frequentando la Camera dei comuni, occupando il seggio per Royal Wootton Bassett (Wiltshire) appartenente per tradizione alla sua famiglia, aderendo ai Tory e facendosi notare come abile oratore dell'opposizione, guidata da Robert Harley, alla politica degli Whigs.
Dal 1704 fu nominato ministro della guerra, carica che mantenne sino al 1708 e nel 1710 divenne segretario di Stato svolgendo una parte importante nel trattato di Utrecht (1713) che segnava la fine della guerra di successione spagnola.

### L'esilio in Francia
La morte della regina Anna di Gran Bretagna, la successione al trono di Giorgio I d'Hannover, l'ascesa politica di Robert Walpole e degli whigs (1714) consigliarono a Bolingbroke, che aveva sostenuto il fallito tentativo giacobita di restaurare gli Stuart nel 1711, di fuggire in Francia dove si stabilì in una villa vicino a Orléans.
Bolingbroke ebbe inizialmente dei contatti in Francia con Giacomo Stuart, (Giacomo III), pretendente giacobita al trono inglese, ma ben presto si allontanò preferendo cercare la riconciliazione con il governo inglese (1716).
Servendosi anche del denaro che gli veniva dalla sua seconda moglie, la ricca vedova del marchese de Vilette, ottenne il perdono, i suoi possessi gli furono restituiti ma venne per sempre escluso dal Parlamento.

### L'ultima opposizione politica
Tornato quindi in Inghilterra (1723) si stabilì a Dawley, vicino a Uxbridge (Londra), dove con l'aiuto dei suoi fidati amici Pope, Swift e Pulteney continuò la sua opposizione al governo di Walpole servendosi del suo giornale il Craftsman (L'artigiano), che divenne l'organo di stampa politico più diffuso del tempo. La sua opposizione politica, quando scomparvero i suoi amici, divenne tanto isolata e debole che decise di tornare nuovamente in Francia dove soggiornò dal 1735 al 1742.
Tornato in Inghilterra morì, rimasto vedovo l'anno precedente, il 12 dicembre 1751, all'età di 73 anni. Insieme alla seconda moglie è sepolto nella chiesa parrocchiale di Battersea in una tomba monumentale adorna di medaglioni e iscrizioni, composti dallo stesso Bolingbroke.

## Il pensiero
Fu durante i soggiorni in Francia che Bolingbroke elabora le sue opere filosofiche, pubblicate postume a Londra nel 1754, come le Reflections upon exile del 1716, dove riprende temi e accenti del pensiero senechiano e quelle a contenuto etico come le Reflections concerning innate moral principles o gnoseologico dove ripropone quasi pedissequamente la filosofia empirista di John Locke di cui si dichiara fedele discepolo.
Spunti più originali presenta la sua filosofia politica ispirata dall'idea che lo stato debba avere un carattere autoritario realizzato tramite la soppressione dei partiti politici che seminano discordia tra il popolo.
L'ideale politico deve essere al di sopra degli interessi incarnati dai partiti dei banchieri wigh o dei proprietari terrieri tory.
Il modello ideale sarebbe quello di un sovrano, tale non per diritto divino, ma assoluto e illuminato come quello incarnato dalla grande regina Elisabetta I d'Inghilterra che seppe conciliare il costituzionalismo con il senso patriottico dell'unità nazionale.
Una teoria questa che Bolingbroke tentò inutilmente di mettere in atto durante la sua attività politica e che costituì invece il punto di riferimento della storia politica inglese nella seconda metà del XVIII secolo.
Coerentemente a quella politica in Bolingbroke è la concezione teologica ispirata dal suo amico Voltaire. Lo scetticismo religioso di Bolingbroke non va confuso però con il deismo ma esprime una polemica anticattolica tendente alla costituzione di quella religione pragmatica che caratterizzerà l'illuminismo inglese.

## Opere
- The Works of Lord Bolingbroke (2001) Vol 1. University Press of the Pacific, ISBN 0-89875-352-X.
- Bolingbroke: Political Writings (Cambridge Texts in the History of Political Thought) editore David Armitage; Cambridge University Press (1997) (352 pagine), ISBN 0-521-58697-6.
- The Philosophical Works of the Late Right Honourable Henry St John, Lord Viscount Bolingbroke 3 vol (1776; ristampa in facsimile nel 2005), ISBN 1-4212-0061-9.
- Letters on the Study of History, 1752. Edizione italiana: Lettere sulla storia, Torino, Aragno, 2021, ISBN 978-88-9380-128-7.